# SPA 25C
Der SPA 25C, später Fiat-SPA 25C, war ein leichter Lkw, der ab 1925 von der Società Piemontese Automobili für den zivilen Markt und für die italienischen Streitkräfte hergestellt wurde.

## Geschichte

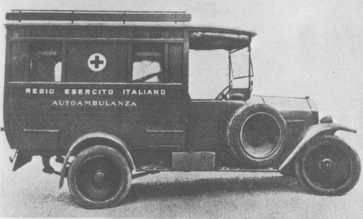
Fiat SPA 25C, Krankenwagen

Das Fahrzeug wurde 1925 entworfen und in zwei Versionen gebaut, SPA 25C/10 und SPA 25C/12, die sich in Hubraum und Leistung unterschieden. Das Fahrzeug war ein großer kommerzieller Erfolg auf dem zivilen Markt, sowohl als LKW als auch als Fahrgestell für die verschiedenen Bus-, Tankwagen- und Feuerwehrausrüstungen für verschiedene städtische Feuerwehren.
Das Fahrzeug wurde in beiden Versionen von der Italienische Streitkräfte als Ersatz für den Fiat 15ter erworben, sowohl in der Basis-Lkw-Version als auch in verschiedenen Sonderkonfigurationen. Die Regia Aeronautica nutzte den SPA 25C auch in der Ausrüstung für Bergungsfahrzeuge und im Bus für den Dienst zu den Flughäfen Roma Urbe und Guidonia. Während die Lastkraftwagen Mitte der 1930er Jahre durch die Fiat-SPA 36R und 38R ersetzt wurden, blieben die Sonderausstattungen bis zum Zweiten Weltkrieg im Einsatz. Im italienischen Libyen waren bei Kriegsausbruch noch 8 C/12 in der selbstgeschützten Version im Einsatz, ausgestattet mit Freiluftpanzerung und abgeschirmten Maschinengewehren.

## Technisch
Das Fahrgestell mit gepressten Blechholmen, mit Blattfederung ist zweiachsig und hat einen Radstand von 3,25 Metern. Das Fahrgestell ist 4,465 m lang und die Spurweite beträgt 1,51 m. Die Räder sind Stahlscheibenräder mit Luftreifen. Die ersten beiden Räder sind einfach und direkt, während die zweite Achse doppelt ist und angetrieben wird. Der Motor ist in beiden Versionen ein Vierzylinder-Benzinmotor, wassergekühlt, mit Druckabfallversorgung, Zenith 36A-Vergaser und Magneti Marelli SA4-Magnetzündung. Das Getriebe besteht aus Kreuzgelenken an der Hinterachse, mit einem 4-Gang-Getriebe und einem Rückwärtsgang, mit einer Mehrscheibenkupplung. Der Anlasser ist manuell, da der Elektromotor nur bei bestimmten Versionen verfügbar ist.

## Militärische Ausrüstung
Das Fahrzeug in den beiden Versionen C/10 und C/12 wurde in zahlreichen Konfigurationen für die Italienische Streitkräfte hergestellt, darunter als einfacher Pritschenwagen, als Kastenwagen, als Krankenwagen, als Kühlwagen und einige andere.

## Polen
Im Mai 1924 unterzeichnete das polnische Verteidigungsministerium einen Vertrag mit dem Maschinenbauunternehmen Ursus über die Lieferung von 200 Berliet-CBA-Lastkraftwagen mit drei Tonnen und 100 SPA-Lkw mit 1,5 Tonnen. Die erste Charge sollte direkt importiert werden, die zweite sollte aus importierten Teilen zusammengebaut werden und die dritte Charge sollte in Lizenz in den Werken in Czechowice bei Warschau hergestellt werden. Tatsächlich wurden nur 375 Exemplare des Modells SPA 25C/Polen erworben.
Die 52 Fahrzeuge der von Ursus vor Ort produzierten und am 11. Juli 1928 ausgelieferten Fahrzeuge unterschieden sich vom in Turin produzierten SPA 25C/Polonia durch eine Reihe von Anpassungen an die polnischen Verhältnisse, so dass ein neuer Lkw namens Ursus A produziert wurde verschiedene Ausführungen bis 1931 in 1.200 Stück.